# Ptecticus linearis
Ptecticus linearis är en tvåvingeart som beskrevs av Mcfadden 1982. Ptecticus linearis ingår i släktet Ptecticus och familjen vapenflugor. Inga underarter finns listade i Catalogue of Life.